# Dasyatis matsubarai
Dasyatis matsubarai är en rockeart som beskrevs av Miyosi 1939. Dasyatis matsubarai ingår i släktet Dasyatis och familjen spjutrockor. IUCN kategoriserar arten globalt som otillräckligt studerad. Inga underarter finns listade i Catalogue of Life.